# Les Amours enchantées
Pour plus de détails, voir Fiche technique et Distribution.
Les Amours enchantées (ou Les Merveilleux contes de Grimm ; The Wonderful World of the Brothers Grimm) est un film américain, produit par George Pal (Metro-Goldwyn-Mayer), tourné en couleurs et en Cinérama, réalisé par Henry Levin avec la collaboration de George Pal et sorti aux États-Unis le 7 août 1962. Il fut récompensé par un Oscar.

## Synopsis
La vie des frères Grimm, Wilhelm et Jacob, à travers leurs fables plus célèbres.

## Fiche technique
- Titre : Les Amours enchantées ou Les merveilleux contes de Grimm
- Titre original : The Wonderful World of the Brothers Grimm
- Réalisation : Henry Levin et George Pal
- Scénario : David P. Harmon, Charles Beaumont et William Roberts d'après une histoire de David P. Harmon et Die Bruder Grimm deHermann Gerstner (de)
- Production : George Pal
- Société de production : Cinerama Productions Corp, Metro-Goldwyn-Mayer, Bavaria Film
- Musique : Leigh Harline
- Photographie : Paul Vogel
- Montage : Walter Thompson
- Direction artistique : Edward C. Carfagno et George W. Davis
- Décorateur de plateau : Henry Grace et Richard Pefferle (en)
- Costumes : Mary Wills
- Pays de production :  États-Unis
- Langue : anglais
- Genre : Film d'aventure, fantastique
- Format : Couleur (Metrocolor) - 35 mm - Son : Cinerama 7-Track / Mono (Westrex Recording System)
- Durée : 135 minutes
- Dates de sortie :
  - États-Unis : 7 août 1962 (première à Los Angeles et à New York)
  - Allemagne : 19 septembre 1963
- Affiches : Macario Gómez Quibus (Espagne), Reynold Brown (États-Unis), Gilbert Allard (France)

## Distribution
- Laurence Harvey : Wilhelm Grimm
- Karlheinz Böhm : Jacob Grimm
- Claire Bloom : Dorothée Grimm
- Walter Slezak : Stossel
- Barbara Eden : Greta Heinrich
- Yvette Mimieux : La princesse
- Russ Tamblyn : Le bûcheron
- Buddy Hackett : Hans
- Jon Lormer : Le médecin

Acteurs non crédités :
- Elisabeth Neumann-Viertel : Une vendeuse de fleurs
- Angelo Rossitto : Le nain

## Version française
Dans la version française, les voix des acteurs sont respectivement : Jean-Louis Jemma (Laurence Harvey), Bernard Noël (Karlheinz Bohm), Janine Freson (Barbara Eden), Guy Piérauld (Clinton Sundberg), Arlette Thomas (True Ellison), Lucien Bryonne (Gene Roth), Georges Aminel (Peter Whitney), Cécile Didier (Elisabeth Neumann-Viertel ), Arlette Thomas (Yvette Mimieux), Michel Cogoni (Russ Tamblyn), William Sabatier (Jim Backus), Marie Francey (Beulah Bondi), Arlette Thomas (Sandra Gale Bettin), Pierre Collet (Robert Foulk), Georges Aminel (Walter Brooke), Alfred Pasquali (Terry-Thomas), Jacques Dynam (Buddy Hackett), Jean-Henri Chambois (Otto Kruger).
La voix de la narration est de Jean-Claude Michel.

## Lieux de tournage

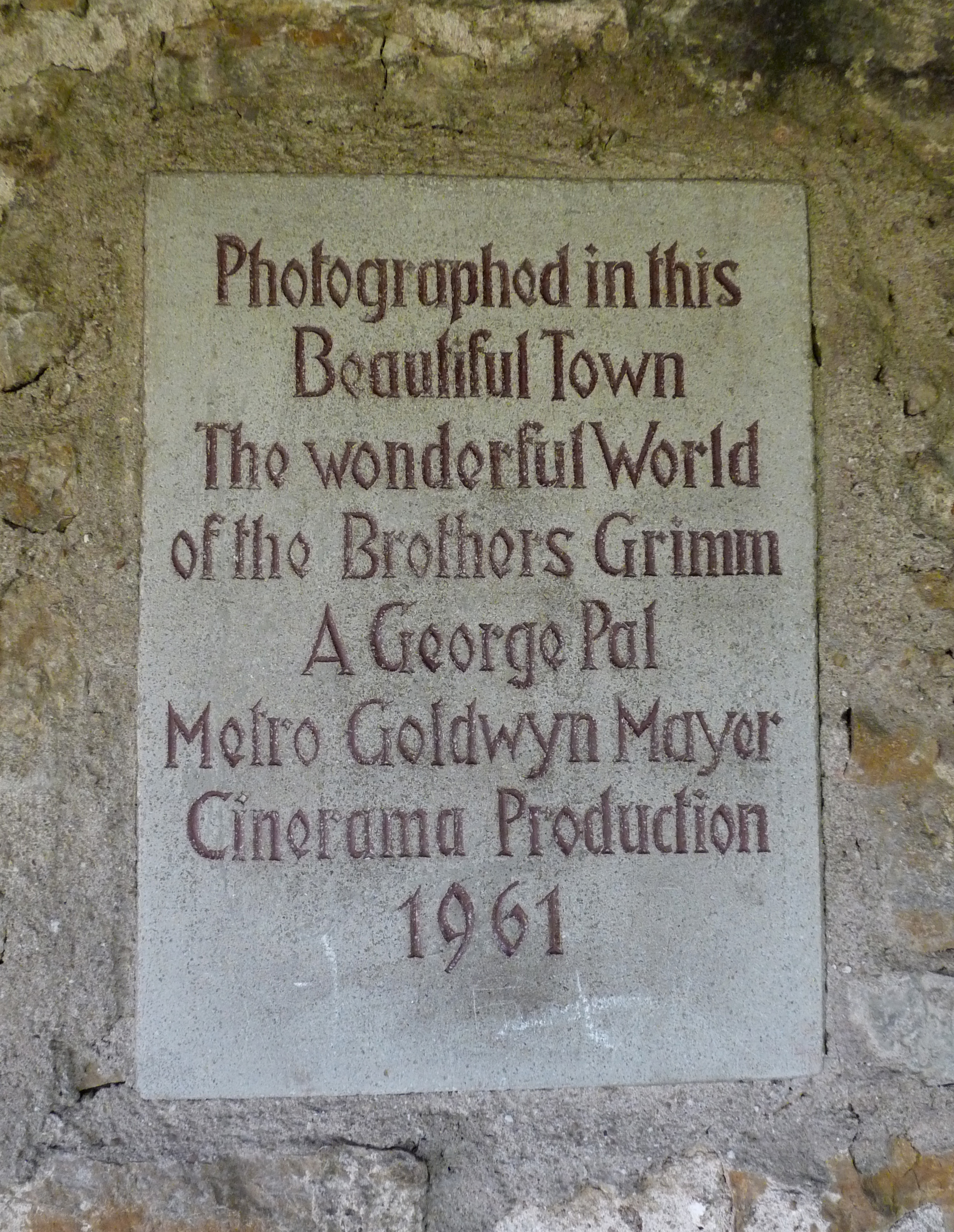
Plaque commémorative de la MGM sur un rempart de Rothenburg ob der Tauber

La plupart des scènes d'extérieur furent tournées en Bavière (Allemagne) ou dans l'ouest du Bade-Wurtemberg tout proche, le long de la Route romantique : Dinkelsbühl, le château de Neuschwanstein, le château de Hohenschwangau, la ville médiévale remarquablement conservée de Rothenburg ob der Tauber ou le château de Weikersheim.

## Récompenses
La costumière Mary Wills reçut l'Oscar de la meilleure création de costumes en 1963. Le film fut en outre nommé dans trois autres catégories : meilleure direction artistique, meilleure musique de film et meilleure photographie.

## Cinérama
La seule copie Cinérama trois bandes encore connue de ce film est la propriété du National Media Museum à Bradford, Angleterre, qui dispose d'une salle Cinérama (appelée Pictureville) et qui a déjà programmé à trois reprises la projection de ce film quasi perdu.